# Hemeroblemma acron
Hemeroblemma acron là một loài bướm đêm trong họ Erebidae.

## Hình ảnh

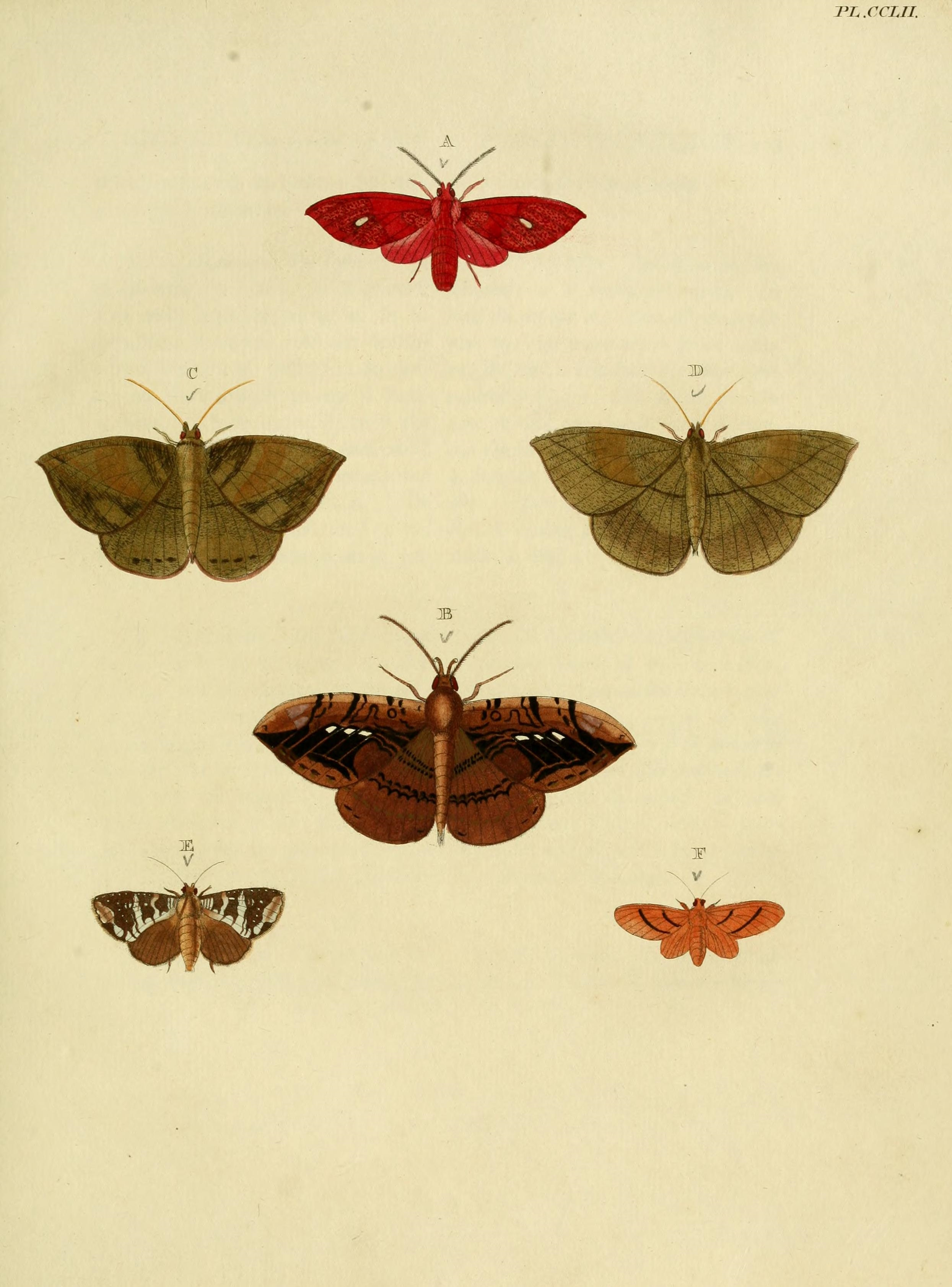